# Mariscus cylindricus
Mariscus cylindricus là loài thực vật có hoa trong họ Cói. Loài này được Britton ex C.B. Clarke mô tả khoa học đầu tiên năm 1908.